# Limfjordsfisker
|  | Denne artikel er oprettet af botten Steenthbot ud fra en ekstern database. Den kan derfor have sproglige fejl eller mangler. Denne skabelon kan fjernes efter kontrol af indholdet. |

Limfjordsfisker er en dansk dokumentarfilm fra 1988 instrueret af Karen Perle Møhl og Højbjerg, Jesper.

## Handling
Om en limfjordsfisker Nikolaj Christiansen, der på trods af alder og den stigende forurening stadig fortsætter fiskeriet.